# Profecia da estátua de Nabucodonosor
A profecia da estátua de Nabucodonosor é relatada no segundo capítulo do livro bíblico de Daniel.

## Contexto histórico
Aproximadamente no ano de 606 a.C., o Império Babilônico dominava o mundo de então. Nabucodonosor II, o rei deste império, tinha subjugado o povo de Israel e muitos foram levados para o cativeiro. De entre esses cativos estava o jovem Daniel, da Tribo de Judá. A Babilônia era uma cidade bela e esplêndida. Era cercada por imensos muros e portas gigantes, além de um profundo fosso. A Babilônia era considerada uma cidade inexpugnável. O Rio Eufrates cortava a cidade em diagonal, sob os muros, fertilizando os maravilhosos jardins. O território que Nabucodonosor governava tinha tido uma longa e variada história e  estado sob o governo de diferentes povos e reinos. De acordo com o Gênesis, a cidade da Babilônia foi parte do reino fundado por Nimrod, bisneto de Noé. Nabopolasar (626-605 ac) foi o fundador do que se chama Império Neobabilônico, o qual teve a sua idade de ouro nos dias do rei Nabucodonosor e durou até que a Babilônia caiu nas mãos dos medos-persas no ano 539.
Nabucodonosor orgulhava-se da "sua Babilônia", que ele dizia ter criado com as suas próprias mãos, com a força do seu poder, para glória da sua magnificência. Mas ele preocupava-se em como seria quando ele não fosse mais o governante.

### Visão do contexto narrado enquanto alegoria
A Edição Pastoral da Bíblia sustenta que a referência a Nabucodonosor II é alegórica, pois o autor queria criticar Antíoco IV que perseguia a comunidade judaica no século II AC.
Sob essa perspectiva o sonho da estátua teria o seguinte significado:
- cabeça de ouro: Império Babilônico
- peito e braços de prata: Reino Medo
- ventre e coxas de bronze: Império Aquemênida (Persa)
- pernas de ferro e pés de ferro/argila: Império Grego de Alexandre, depois dividido entre Ptolomeus e Selêucidas

A Tradução Ecumênica da Bíblia, lembra que Antíoco III procurou casar sua filha com Ptolomeu V que se refere a um reino divido, ou seja os sucessores de Alexandre (Império Selêucida e a Dinastia Ptolemaica).
A pedra simboliza o reino messiânico, o reino divino de YeHoVáH, definitivo, que destrói os poderes humanos. Esta é a pedra que esmaga o Império Selêucida que oprime Israel.

## Relato bíblico

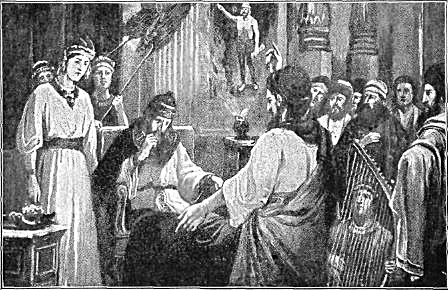
Daniel interpreta o sonho do rei Nabucodonosor.

Como todos os antigos, Nabucodonosor acreditava em os sonhos como um dos meios pelos quais os deuses revelavam sua vontade aos homens. Segundo a Bíblia, em uma noite Deus decidiu revelar a Nabucodonosor o futuro em uma profecia, não só do império da Babilônia, mas também a história de toda a humanidade. Nabucodonosor sonhou com uma grande estátua, a cabeça era de ouro, o peito e os braços de prata, o ventre e coxas de bronze, as pernas de ferro e os pés eram parte de ferro e parte de barro. Enquanto admirava a estátua uma grande pedra veio do alto e acertou os pés da estátua que acabou sendo totalmente destruída. Depois disso a pedra cresceu até cobrir toda a face da terra.
No dia seguinte ao pensar no sonho, o rei percebeu que não conseguia se lembrar de nada. Não conformado com o esquecimento procurou ajuda dos sábios de sua corte. Exigiu que eles o fizessem lembrar do sonho e também dessem a sua interpretação
Daniel não estava presente quando os sábios foram convocados e notificados da difícil tarefa. Se o mistério não fosse solucionado todos os sábios seriam executados. A severidade do castigo não estava fora de tom com os costumes desses tempos. No entanto, era um passo temerário do rei porque os homens cuja morte tinha ordenado constituíam a classe mais culta da sociedade. Daniel pediu um tempo para buscar o auxílio de Deus e então solucionar o que parecia impossível.
Segundo a Bíblia, uma noite Deus enviou a Daniel o mesmo sonho que o Rei havia sonhado. Algum tempo depois Daniel foi levado até Nabucodonosor. Daniel descreveu o sonho com exatidão ao rei, contou até mesmo o que Nabucodonosor pensara antes de dormir. Nabucodonosor não tinha nenhuma dúvida que aquele era o sonho e que Deus havia revelado essas coisas a Daniel.
Em seguida Daniel deu a interpretação do sonho. Daniel descreveu, segundo o relato bíblico, história da humanidade desde a babilônia até o dia do juízo final. Segundo Daniel as diferentes partes da estátua eram diferentes impérios que se sucederiam no controle e domínio do mundo.
As mais óbvias interpretações preteristas sobre a revelação do sonho de Daniel, estão contidas nas próprias escrituras sagradas onde se tem revelações sobrenaturais bem como a do próprio jovem Daniel. Vejamos por partes:
1. a cabeça de ouro: as sagradas escrituras definem essa cabeça de ouro como o poder babilônico da época cujo rei era Nabucodonosor e todo seu império conquistador;
2. o peito e os braços de prata: seria um segundo reinado um pouco inferior ao babilônico;
3. o ventre e o quadril: seria um terceiro reino, um reinado de bronze que governaria toda terra;
4. as pernas de ferro: se refere a um quarto reino forte como o ferro, pois o ferro quebra e destrói tudo; e assim como o ferro despedaça tudo também ele destruirá e quebrará todos os outros reinos que já existiram;
5. os pés eram em parte ferro e parte barro: essa parte da revelação que Daniel revelara ao rei se refere aos dedos dos pés que eram em parte de ferro e em parte de barro, assim por uma parte o reino será forte, e por outra será frágil; quanto ao ferro misturado com barro de lodo, misturar-se-ão com semente humana, mas não se ligarão um ao outro, assim como o ferro não se mistura com o barro. Referindo-se desta forma às alianças que as nações futuras tentarão fazer umas com as outras mas sem grandes resultados;
6. a pedra que caiu sem auxílio de mãos: um outro reino levantado por Deus, que consumirá os reinos anteriores e que não será destruído, mas subsistirá para sempre. (Esta passagem é interpretada no Cristianismo como um reino instaurado por Jesus.)